# Architettura nabatea

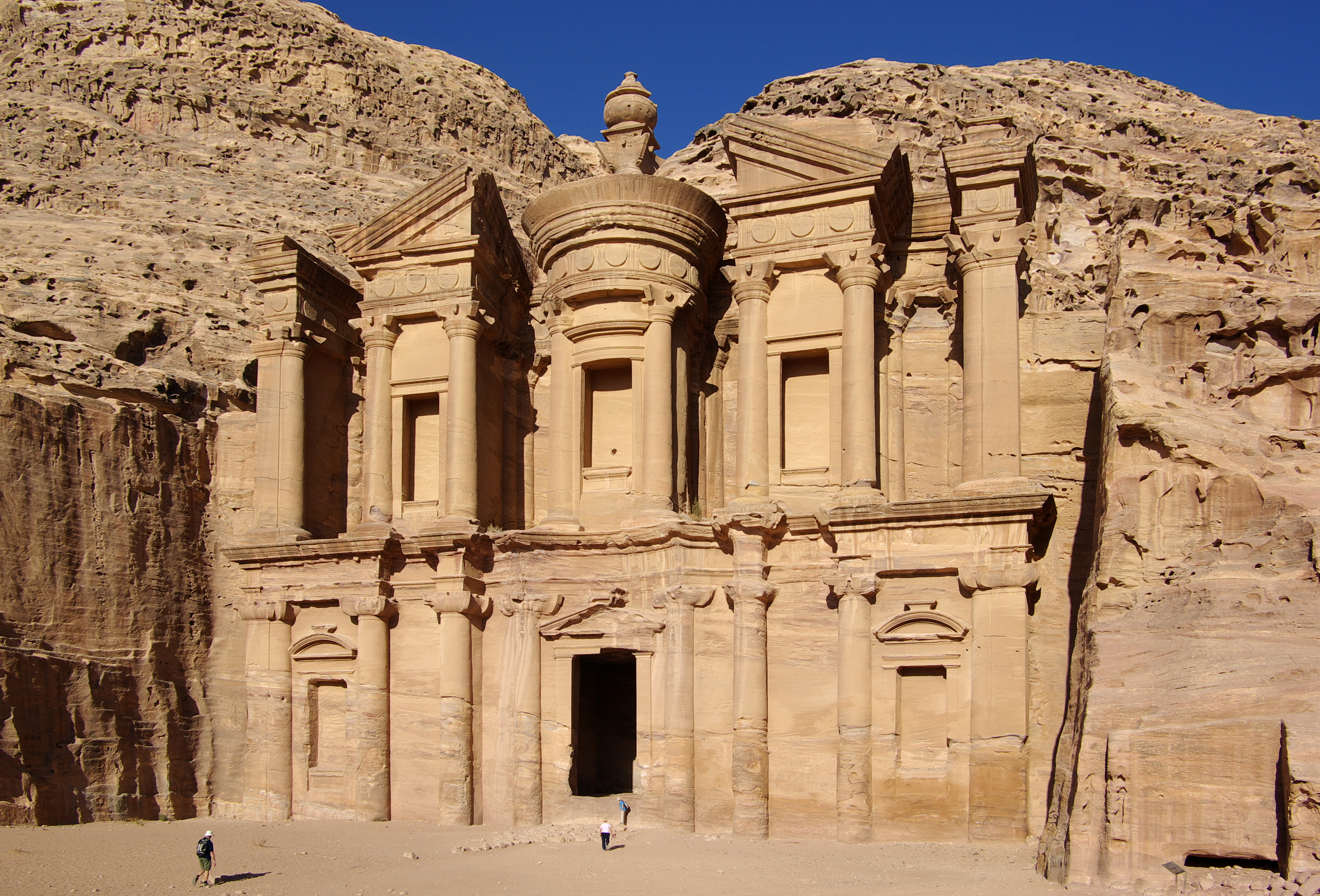
Monastero di Al Deir a Petra, risalente al I secolo

L'architettura nabatea si riferisce alle tradizioni costruttive dei Nabatei in Giordania. Comprende il tempio e le tombe di Petra nelle rocce di arenaria del deserto del Negev in Giordania. Lo stile appare come un mix di influenze mesopotamiche ed ellenistiche.
Gran parte dell'architettura sopravvissuta è stata scavata nelle rocce. Quindi le colonne in realtà non supportano nulla. Anche la ceramica e le monete facevano parte della cultura. Oltre ai siti più famosi come Petra, ci sono anche complessi nabateai a Obodas (Avdat) e complessi residenziali a Mampsis (Kurnub) e un sito religioso di et-Tannur.

## Classificazione degli stili
L'architettura di Petra ci offre la possibilità di comprendere le differenti tipologie stilistiche adottate dai nabatei:
- A singolo traliccio, dove si hanno 7 piccoli decori a gradini sopra la porta di ingresso sormontati da una mensola;
- A doppio traliccio, in cui questo decoro è raddoppiato su due diversi ordini;
- A gradini, la facciata è semplice però nella parte superiore sono ricavati 5 gradini opposti tendenti ad allargarsi sormontati da una mensola;
- Proto-Hegro, in questo caso vengono mantenuti i gradini ma la decorazione presenta due capitelli in stile nabateo ai lati con una mensola;
- Hegro, lo stile è più complesso e la differenza è costituita da una serie di mensole;
- Ad arco, l'ingresso della porta è sormontato da un arco doppio con un cerchio centrale;
- Stile semplice classico, questo stile richiama quello delle costruzioni greche con un timpano in alto e delle colonne nabatee aggettanti ai lati;
- Complesso classico, la costruzione è molto più complessa e richiama chiaramente allo stile greco. L'esempio più evidente è il Monastero (el-Deir) a Petra, con una torretta centrale circolare e un'urna a decoro.

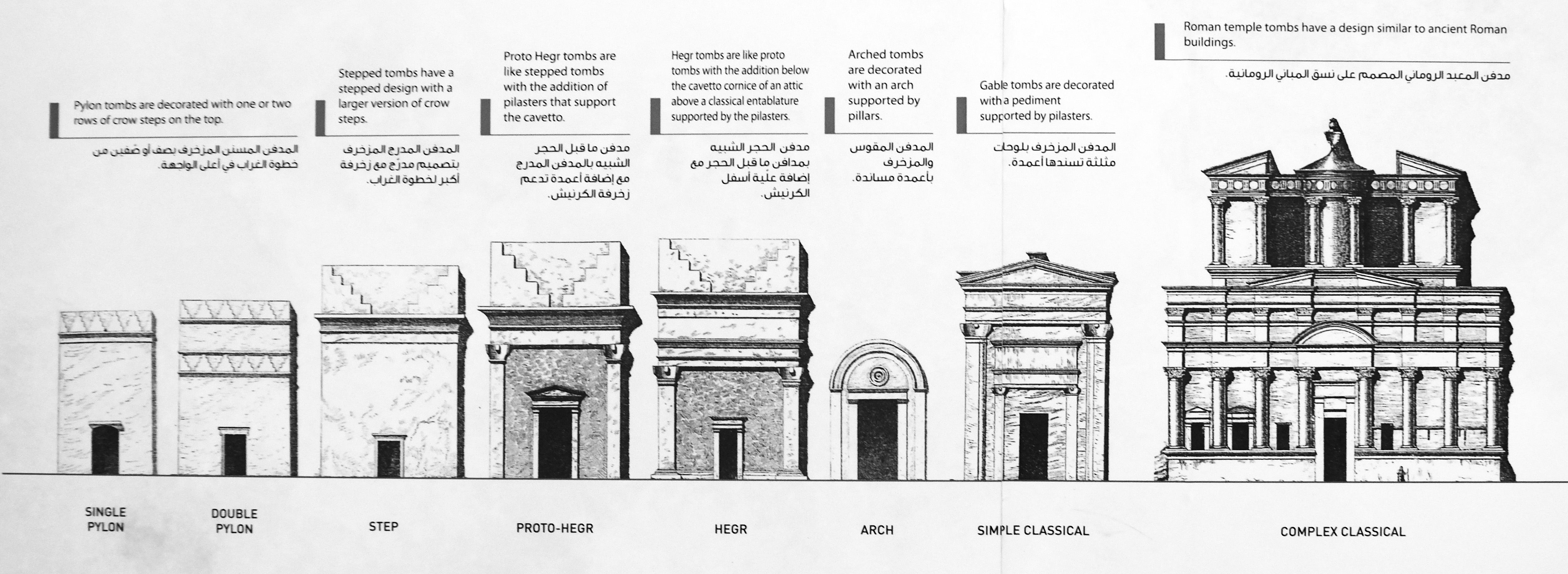
Classificazione architettonica nabatea

## Galleria d'immagini

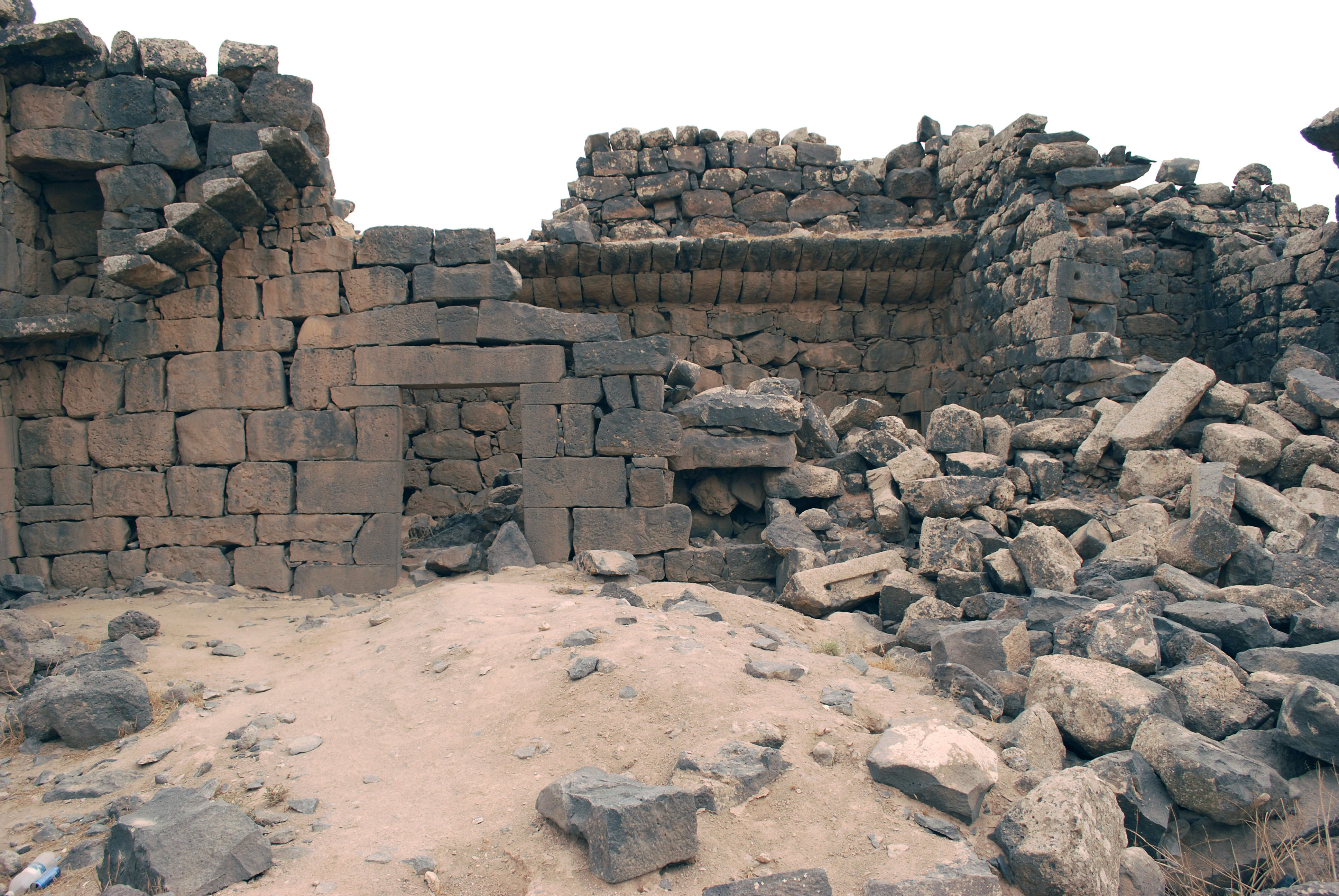
Rovine del tempio nabateo a Umm al Jamal
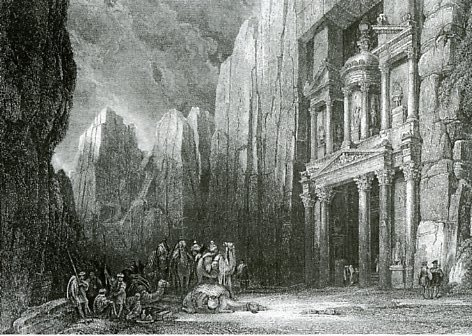
Rovine di Selah (Petra) incisione datata 1836
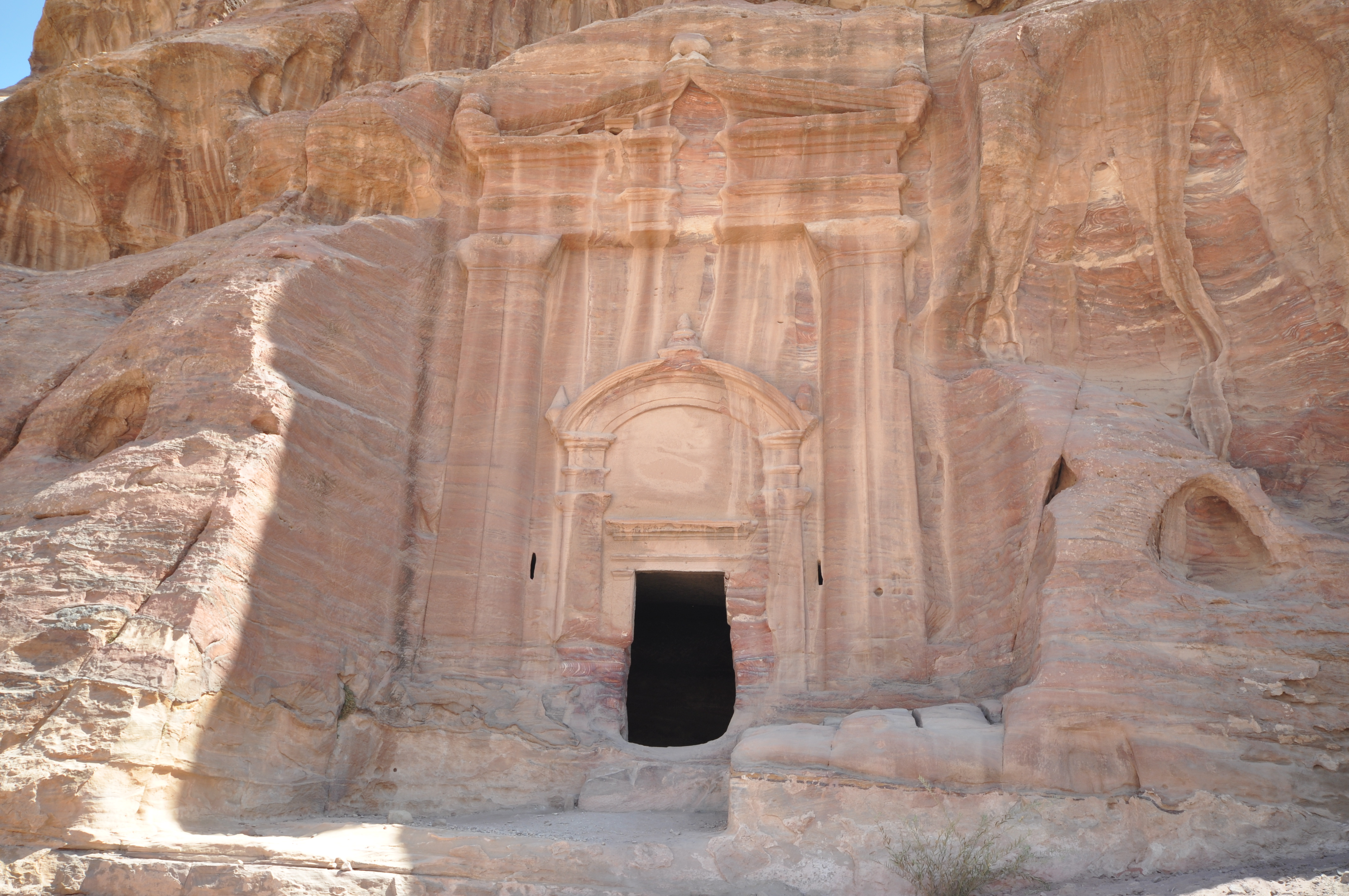
Tomba rinascimentale
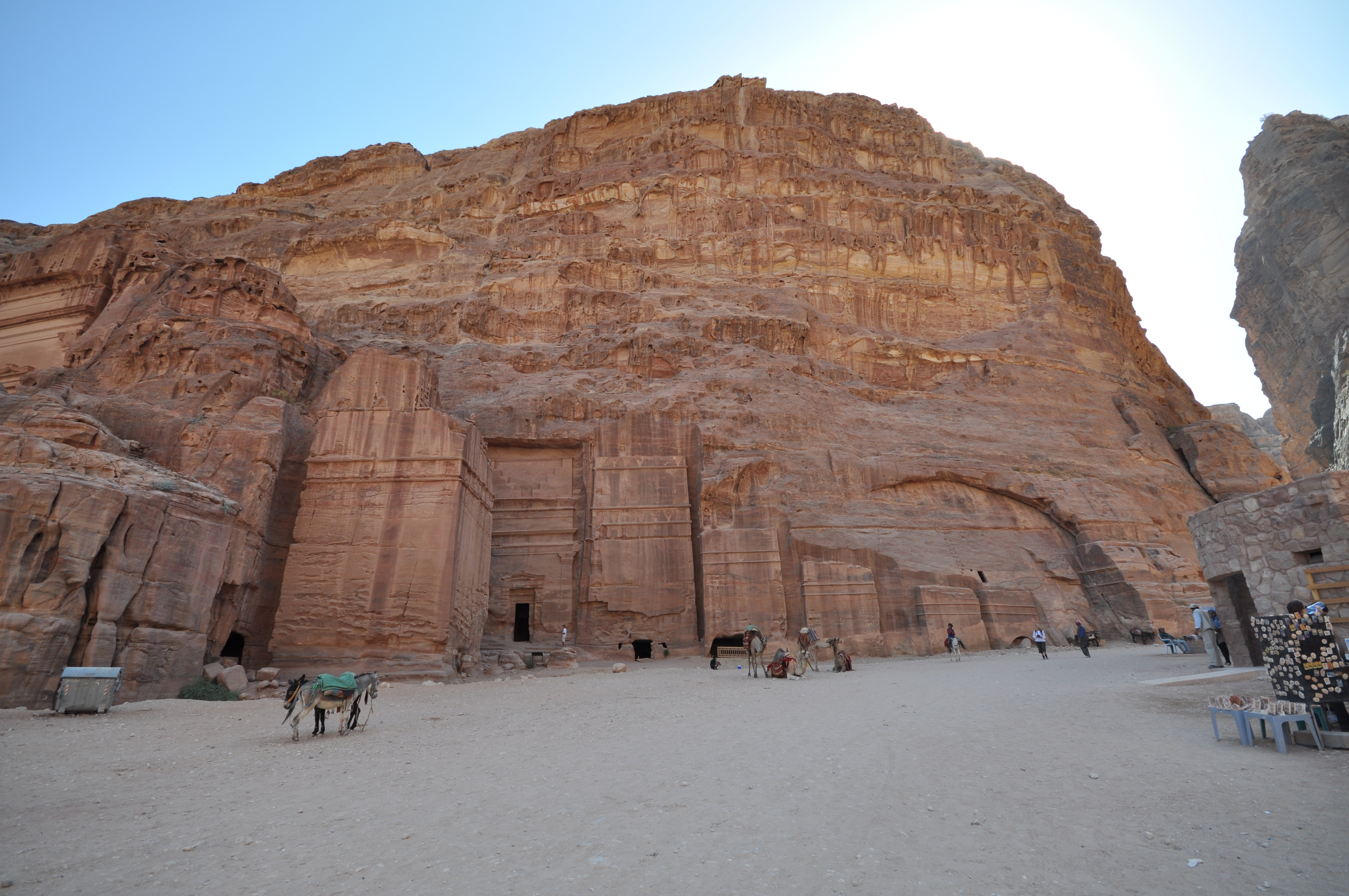
"Strada" nabatea
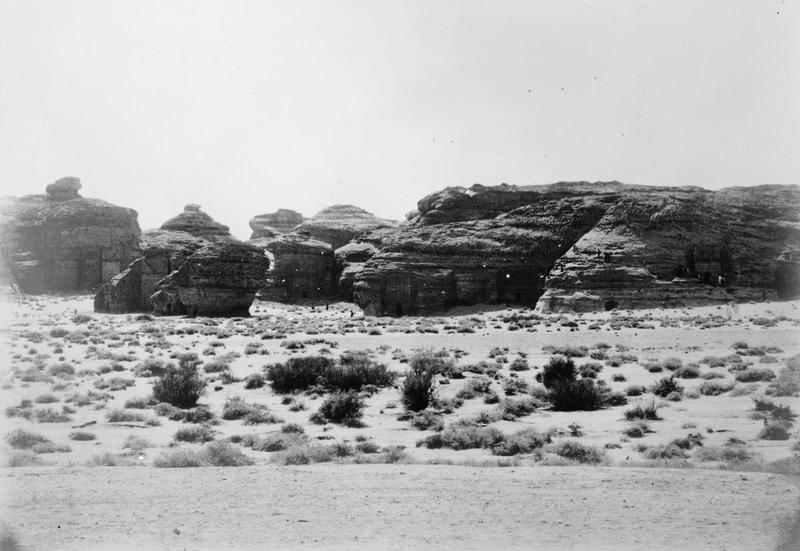
Vista generale delle tombe nabatee nel Jebel Itlib a Medain Saleh prima del 1914
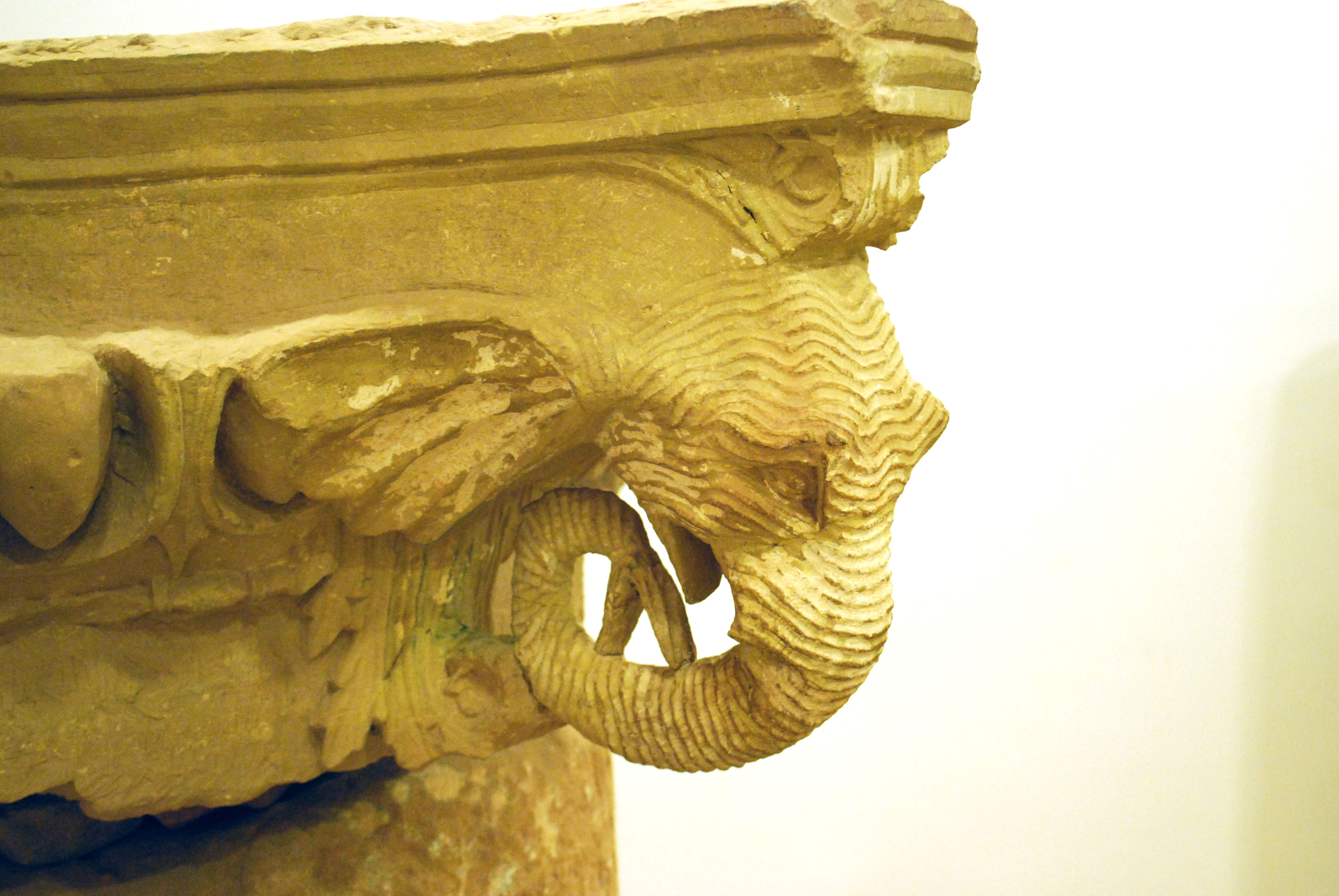
Una capitello di elefante in arenaria scolpito intorno al I-II secolo d.C. dal Museo Archeologico di Petra in Giordania
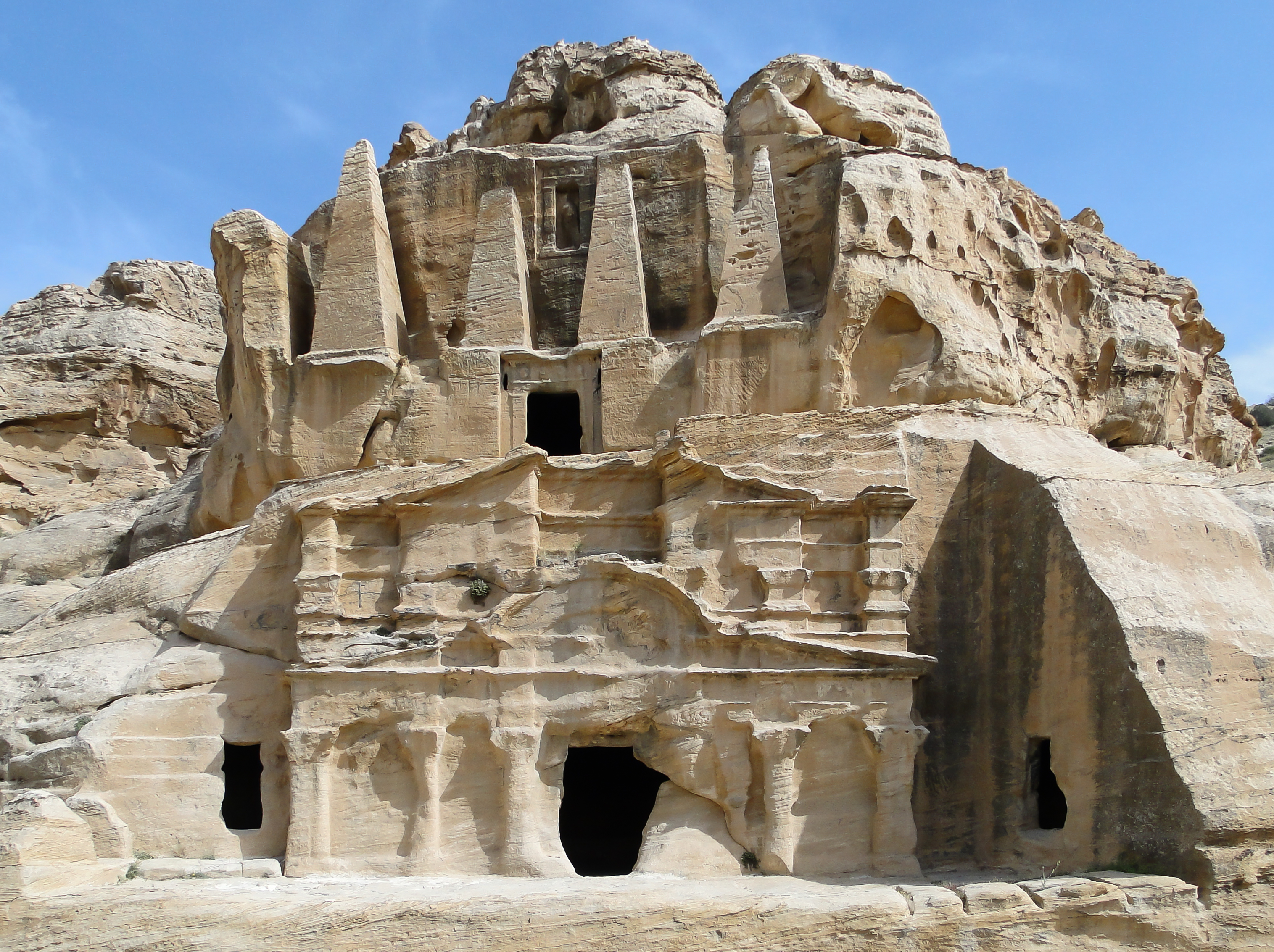
Tomba dell'obelisco e triclinium Bab el-Siq a Petra, in Giordania
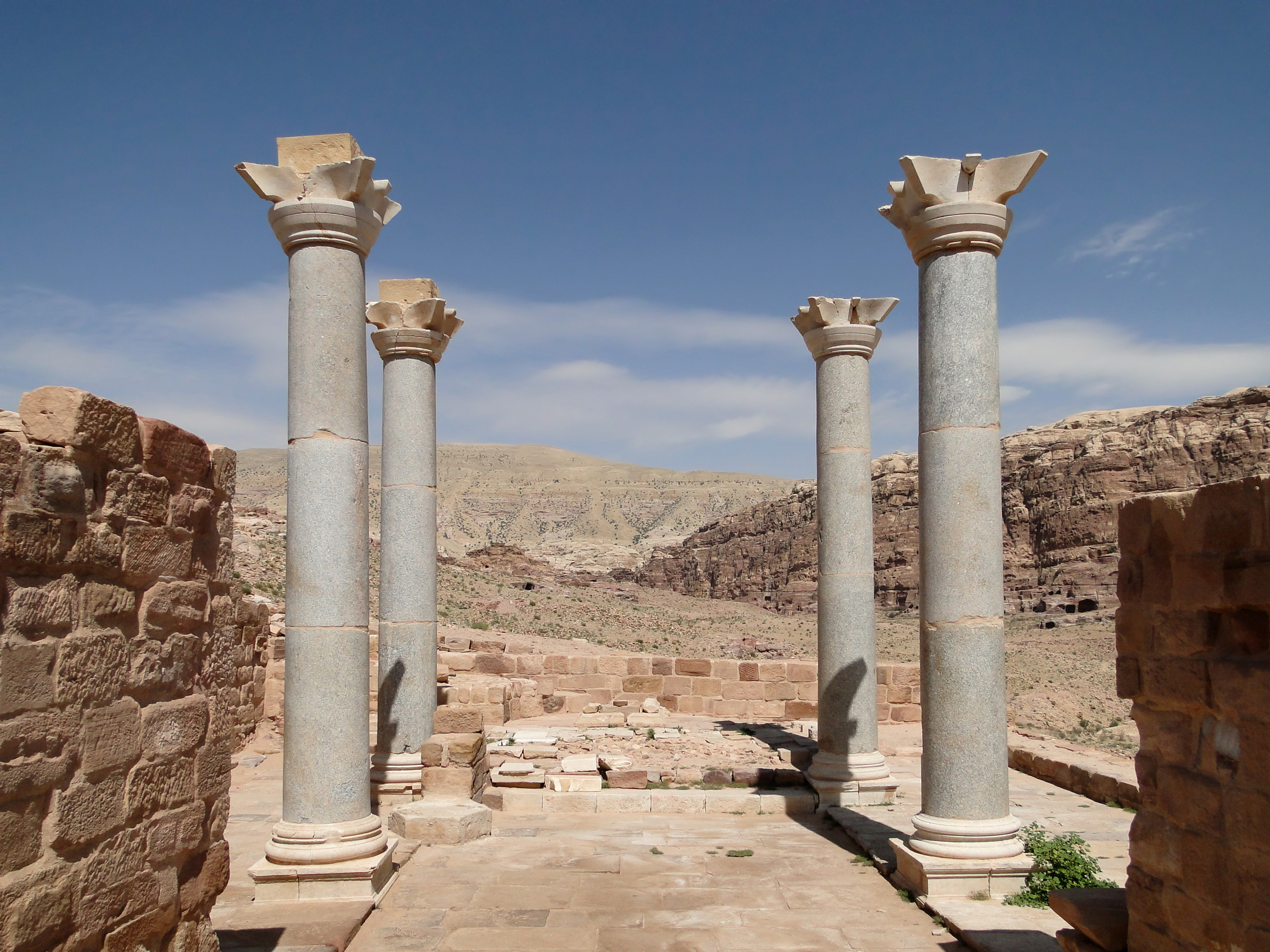
Cappella blu a Petra, datata al V-VI secolo
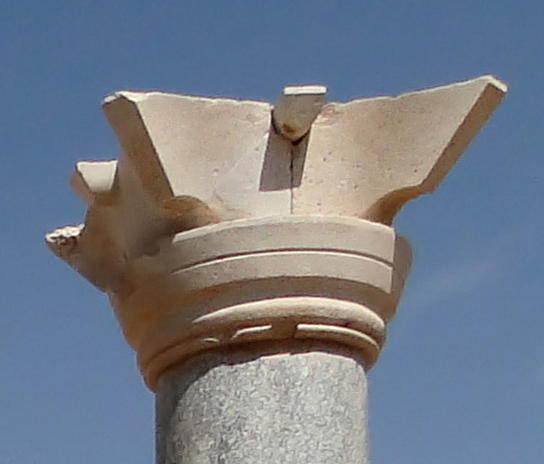
Dettaglio della cappella blu
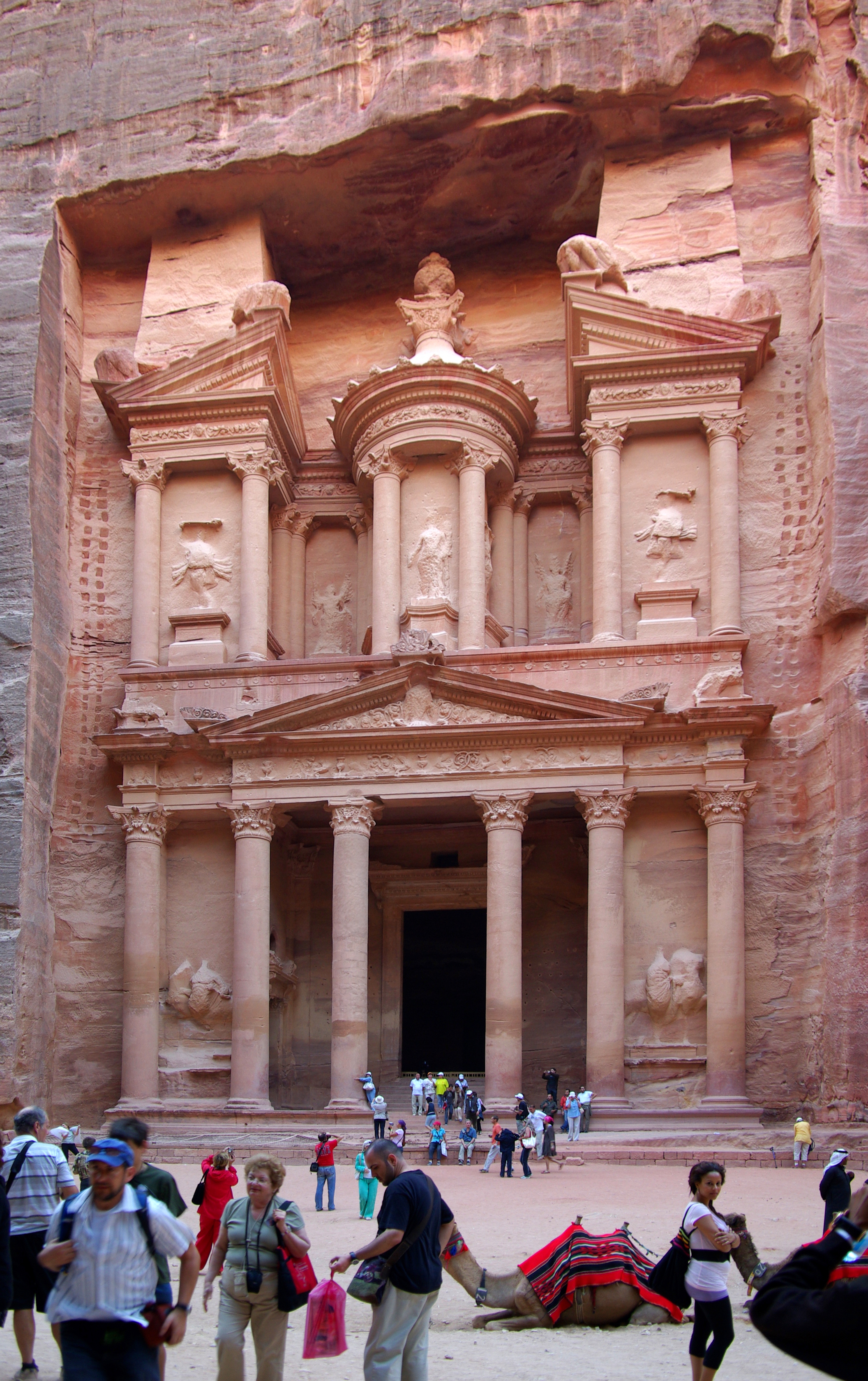
Al Khazneh